# Asmate stena
Asmate stena là một loài bướm đêm trong họ Geometridae.